# ロンクィル (潜水艦)
ロンクィル (USS Ronquil, SS-396) は、アメリカ海軍の潜水艦。バラオ級潜水艦の一隻。艦名はメダマウオ科の総称に因んで命名された。

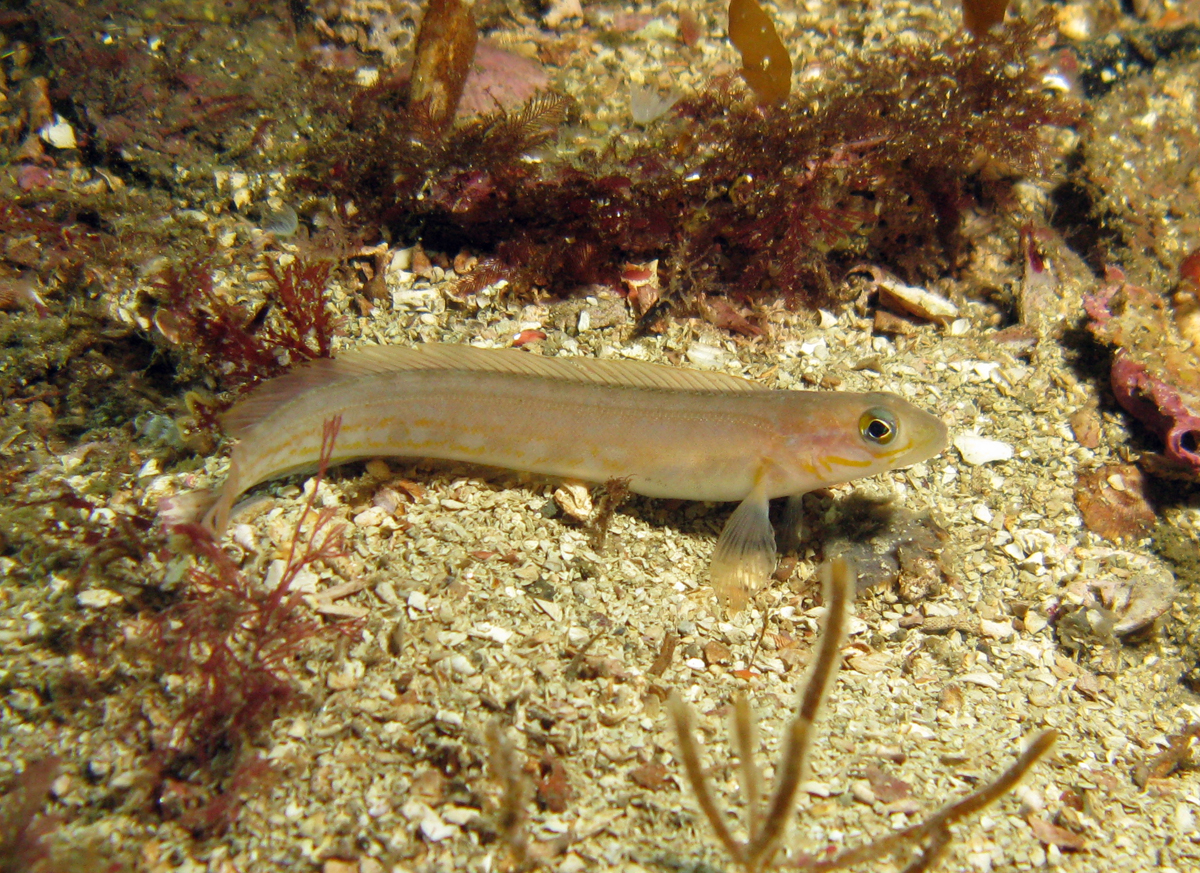
ノーザン・ロンクィル（Northern ronquil）

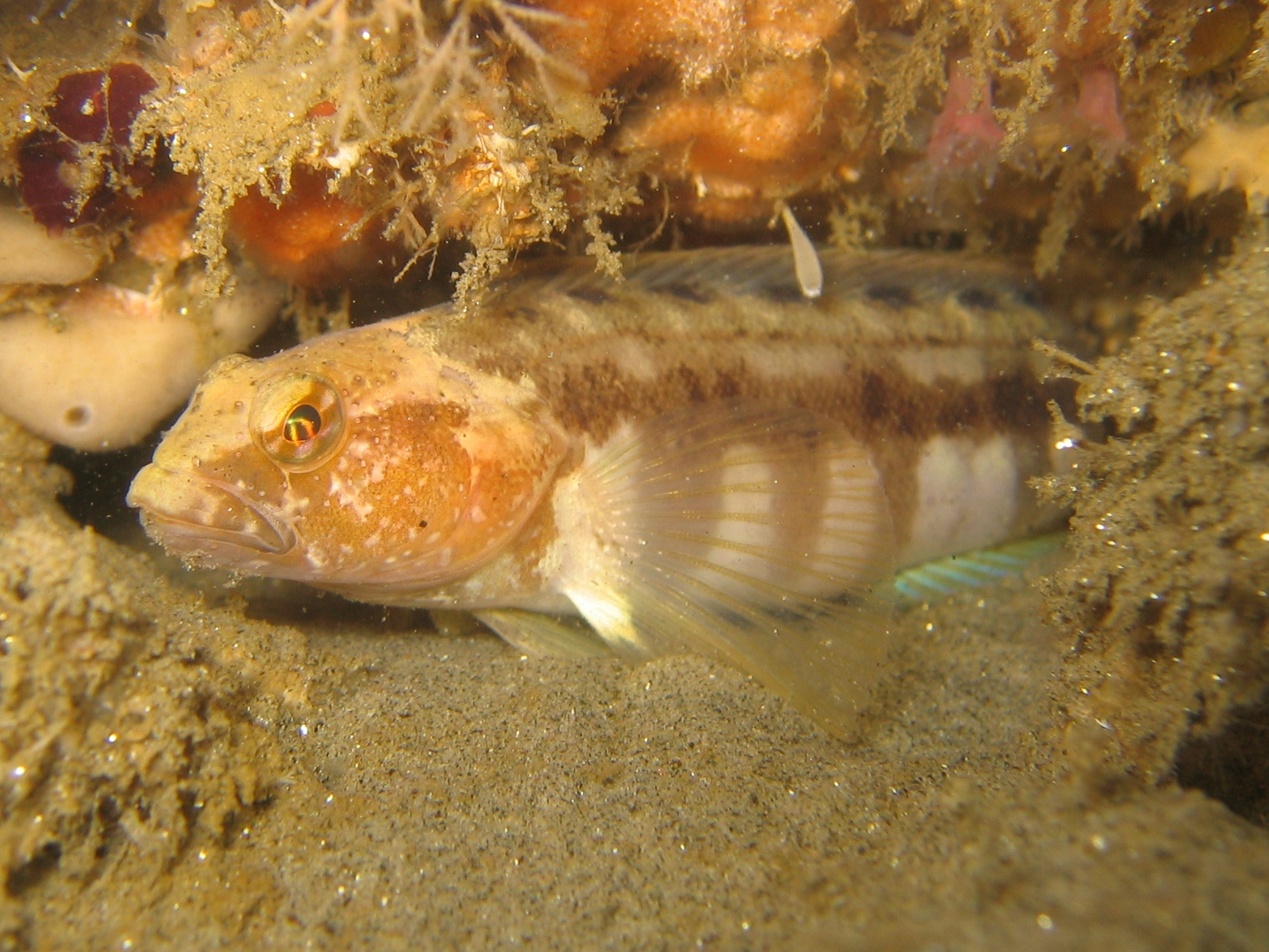
ストライプフィン・ロンクィル（Stripefin ronquil）

## 艦歴
ロンクィルは1943年9月9日にメイン州キタリーのポーツマス海軍造船所で起工した。1944年1月27日にC・M・エルダー夫人によって命名、進水し、1944年4月22日に艦長ヘンリー・S・モンロー少佐（アナポリス1933年組）の指揮下就役する。ニューイングランド沖での整調後、ロンクィルはハワイへ向けて出航した。1944年7月8日に真珠湾に到着し、準備訓練を行った。

### 第1、第2の哨戒 1944年7月 - 11月
7月31日、ロンクィルは最初の哨戒で東シナ海、台湾方面に向かった。8月24日朝、ロンクィルは北緯25度10分 東経122度43分 / 北緯25.167度 東経122.717度の台湾西北三貂角北方でモタ23船団を発見し、第三吉田丸（山下汽船、4,646トン）と福嶺丸（東亜海運、5,969トン）に対して魚雷を発射し、第三吉田丸は搭載の弾薬が爆発して轟沈、福嶺丸は近くの海岸に座礁して果てた。9月8日、ロンクィルは39日間の行動を終えてマジュロに帰投した。
9月30日、ロンクィルは2回目の哨戒で日本近海に向かった。哨戒期間の前半はベズゴ (USS Besugo, SS-321) 、ガビラン (USS Gabilan, SS-252) とウルフパックを構成して豊後水道で哨戒し、レイテ沖海戦に関連した日本海軍の艦隊の動きを見張った。海戦終了後、ロンクィルは11月8日に一旦サイパン島に寄航。第101潜水群指揮官トーマス・B・クラークリング大佐の指揮下、他の潜水艦とともにウルフパック "Burt's Brooms" を編成して、11月10日から日本の南方洋上に配置されている特設監視艇群を蹴散らす作戦に従事した。11月16日、北緯31度53分 東経139度40分 / 北緯31.883度 東経139.667度の地点でバーフィッシュとともに特設監視艇第三大戎丸（田中定八、95トン）を攻撃しこれを撃沈した。翌17日、ロンクィルはバーフィッシュとともに北緯32度40分 東経140度09分 / 北緯32.667度 東経140.150度の八丈島近海で特設監視艇ふさ丸（千葉県、176トン）を攻撃。挟み撃ちによって、ふさ丸に打撃を与えていた。しかし、ロンクィルは戦闘の最中に艦の後部で爆発が起こった。原因は、ロンクィルの5インチ砲弾か40ミリ機関砲弾が、砲身がロンクィルの甲板に向いているときに誤って発射されて、ワイヤーに命中してしまったためである。ロンクィルは耐圧区画が破られたため哨戒を打ち切った。11月28日、ロンクィルは57日間の行動を終えて真珠湾に帰投。艦長がロバート・B・ランダー（アナポリス1937年組）に代わった。

### 第3、第4、第5の哨戒 1945年1月 - 7月
1945年1月1日、ロンクィルは3回目の哨戒で小笠原諸島方面に向かった。同海域で、日本本土を攻撃する陸軍の爆撃機支援として救助艦任務に当たる一方、2月7日には呉竹丸（日本郵船、1,924トン）を撃破した。2月14日、ロンクィルは43日間の行動を終えてグアムアプラ港に帰投した。
3月11日、ロンクィルは4回目の哨戒で小笠原諸島方面に向かった。この哨戒でも実質救助艦任務がメインであり、B-29の乗員10名を救助した。4月24日、ロンクィルは45日間の行動を終えてミッドウェー島に帰投した。
5月19日、ロンクィルは5回目の哨戒で東シナ海および黄海方面に向かった。しかし、この哨戒で戦果を挙げることはなかった。7月26日、ロンクィルは67日間の行動を終えて真珠湾に帰投した。戦争終結時、ロンクィルは次の哨戒に向けて真珠湾沖での訓練中であった。
ロンクィルは第二次世界大戦の戦功で6個の従軍星章を受章した。

### 戦後
ロンクィルは1945年の秋にサンディエゴへ戻り、カリフォルニア海岸沖の訓練演習に従事した。1947年1月、ロンクィルはサンディエゴを出航し平時における最初の西太平洋配備に就く。この哨戒は114日間にわたって行われ、タヒチ、カロリン諸島、マリアナ諸島、日本、黄海などを訪れた。サンディエゴに帰還すると沿岸での活動を再開し、その後は攻撃および対潜水艦戦での第二次世界大戦の戦訓の具体化と戦後開発された新戦術を3年間にわたって訓練した。
ロンクィルは1952年5月にメア・アイランド海軍造船所入りし、 GUPPY IIA 近代化改修が行われた。船体およびセイルは水中での高速化のため流線型となり、水中における長時間活動を可能とするための新型の容量が増加したバッテリーが装着された。また、シュノーケルの装備により潜望鏡深度でディーゼル機関を使用することが可能となる。新型ソナーおよび火器管制装置を始めとする電子機器も装備された。
ロンクィルは1953年1月16日に再就役し、6月12日に日本に向けて出航した。ロンクィルは7月19日に横須賀に到着し、1852年のマシュー・ペリー代将の訪問を祝う黒船祭に参加した。8月から9月にかけてロンクィルは日本近海での対潜およびその他の作戦に参加したが、この活動のパターンはその後の配備でも同様に行われた。
1953年12月11日、ロンクィルはサンディエゴに帰還し、オーバーホール、回復訓練および海軍予備役兵の訓練、艦隊演習で1年を費やす。1955年3月21日に第2の西太平洋配備に就き、帰還は9月後半であった。続く2年間は本国の西海岸沖での活動に従事し、1957年7月31日に極東での7ヶ月間の配備に入った。
1958年7月3日から7月7日までロンクィルは艦隊の他の艦艇と共に、「グレート・ホワイト・フリート」のサンフランシスコ到着50周年記念祭に参加した。つづいて通常任務を再開し、1959年4月6日にサンディエゴを出航、5ヶ月間の西太平洋配備に就く。1960年7月から8月までロンクィルは僚艦およびカナダ海軍と共に東太平洋における対潜演習に参加した。
1961年初秋にロンクィルは再び極東に赴き、1962年3月に帰還した。全国ラジオおよびテレビネットワークのための対潜訓練デモンストレーションに参加後、オーバーホールと沿岸活動の期間に入る。ロンクィルは1963年11月にサンディエゴを出航し、第7艦隊の配備に就いた。カリフォルニアに帰還すると西海岸での作戦活動を再開、1964年の後半にベトナム配備の準備を開始する。1965年2月、ロンクィルは東南アジアへの5ヶ月間の配備に就いた。
1966年中頃にロンクィルは再び第7艦隊に加わり、1967年2月にサンディエゴに帰還、カリフォルニア沖合での活動を始めたが、これは後述の映画の撮影のため、8月に中断された。
12月26日、ロンクィルは再び日本に向かって出航した。今回の配備中、ロンクィルはアメリカ海軍、イギリス海軍、オーストラリア海軍、カナダ海軍および海上自衛隊共同で行われた演習に参加した。1968年7月2日に西海岸に帰還し、その後1969年7月4日に極東に向けて出航、同年のクリスマスイブにサンディエゴに帰還した。
1970年1月末、ロンクィルはオーバーホールおよび修理期間に入り、その後東太平洋で訓練および艦隊演習に従事した。1970年8月に第7艦隊配備が行われ、サンディエゴには1971年3月5日に帰還した。今回の配備の功績でベトナム勲功章が授与された。

### スペイン海軍で
1971年7月1日にロンクィルは退役、除籍され、相互防衛援助計画の下スペイン海軍に移管された。スペイン海軍では潜水艦のパイオニアであるイザク・ペラルに因んでイザク・ペラル (SPS Isaac Peral, S-32) と命名された。イザク・ペラルは艦長ペドロ・ソレール・ヨリフ少佐の指揮下サンディエゴを出航、新たな母港のスペイン、カルタヘナに8月22日到着した。
イザク・ペラルは1982年に退役が決定したが、後継のシロコ (SPS Siroco, S-72) の就役までその退役は延期された。イザク・ペラルは1984年4月3日にスペイン海軍を退役した。

## 登場作品
『北極の基地/潜航大作戦』
架空の原子力潜水艦「タイガーフィッシュ (USS Tigerfish, SSN-509)」 として登場。